# منير شاكر
منير شاكر هو عالم مسلم يعود بأصله إلى شمال غرب باكستان، ومؤسس جماعة لشكر إسلام. ازدادت شهرة شاكر بعد أن انتقل إلى وكالة خيبر، حيث أسس محطة إذاعية، وبدأ في الترويج لأفكاره، والفكر الديوبندي. وفي ديسمبر 2005 سلّم شاكر قيادة محطته الإذاعية وجماعة لشكر إسلام إلى منجال باغ.
قُتل مفتي منير شاكر في تفجير قنبلة استهدف مسجد في منطقة عمرار في بيشاور يوم السبت 15 مارس 2025، وأصيب ثلاثة آخرين، خلال توجهه لأداء صلاة العصر.